# Partido Nacional da Mulher (Estados Unidos)
O National Woman's Party (NWP; em português: Partido Nacional da Mulher) é uma organização política feminina formada em 1916 para defender o sufrágio feminino. Depois de atingir essa meta com a adoção em 1920 da 19º Emenda à Constituição dos Estados Unidos, o NWP defendeu outras questões, como a Emenda dos Direitos Iguais. A líder mais proeminente do Partido Nacional da Mulher foi Alice Paul, e seu evento mais notável foi a vigília Sentinelas Silenciosas, que ocorreu entre 1917 e 1919 fora dos portões da Casa Branca.

## Visão geral
O Partido Nacional da Mulher foi uma consequência da União Congregacional pelo Sufrágio Feminino, que foi formada em 1913 por Alice Paul e Lucy Burns para lutar pelo sufrágio feminino. O NWP rompeu com a muito maior National American Woman Suffrage Association (NAWSA; em português: Associação Nacional Americana pelo Sufrágio Feminino), que se concentrava na tentativa de obter o sufrágio feminino em nível estadual. O NWP priorizou a aprovação de uma emenda constitucional garantindo o sufrágio feminino em todos os Estados Unidos.

## Início
Alice Paul estava intimamente ligada à Women's Social and Political Union da Inglaterra (WSPU; em português: União Social e Política das Mulheres), organizada por Emmeline Pankhurst. Enquanto estudante universitária na Inglaterra, Paul se envolveu com os Pankhursts e sua campanha de sufrágio no Reino Unido. Durante esse tempo, Alice Paul conheceu Lucy Burns, que viria a ser uma cofundadora do NWP. Embora Paul estivesse intimamente ligada à campanha sufragista militante no Reino Unido, quando ela saiu para lutar pelo sufrágio nos Estados Unidos foi pioneira na estratégia de desobediência civil. Por exemplo, membros da WSPU importunaram membros do parlamento, cuspiram em policiais e cometeram incêndio criminoso.
Enquanto as sufragistas britânicas pararam seus protestos em 1914 e apoiaram o esforço de guerra britânico, Paul continuou sua luta pela igualdade das mulheres para manter a atenção à falta de emancipação das mulheres. Membros do NWP argumentavam que era hipócrita da parte dos Estados Unidos travar uma guerra pela democracia na Europa, ao mesmo tempo que negava seus benefícios a metade de sua população. Argumentos semelhantes estavam sendo usados na Europa, onde a maioria das nações aliadas havia emancipado algumas mulheres ou fariam isso em breve.
Após sua experiência com o trabalho de sufrágio militante na Grã-Bretanha, Alice Paul e Lucy Burns se reuniram nos Estados Unidos em 1910. As duas mulheres foram originalmente nomeadas para o Comitê do Congresso da NAWSA. Em março de 1913, as duas organizaram a primeira parada nacional pelo sufrágio, que contou com 5.000 a 8.000 mulheres (por diferentes estimativas) em Washington, D.C., um dia antes da posse de Woodrow Wilson. Isso foi concebido como uma tática política para mostrar a força das mulheres e mostrar que elas perseguiriam seus objetivos sob a administração de Wilson. Liderando a parada estava Inez Milholland, que estava vestida de branco e montava um cavalo branco, que mais tarde serviu como um símbolo para o movimento sufragista. Esta colocação de Millholland no início do desfile foi estratégica: por causa de sua beleza, Paul sabia que ela atrairia a atenção da mídia e seguidores. Uma das críticas a essa primeira parada nacional pelo sufrágio foi a barreira das mulheres negras de participar lado a lado com as brancas. Embora Paul nunca se tenha oposto ao direito de voto das mulheres negras, ela as proibiu de marchar com as mulheres brancas e as forçou a estar no final do desfile, com os homens, para apaziguar as mulheres do sul. O desfile rapidamente se transformou em caos devido às reações violentas da multidão e à falta de apoio da polícia local. A polícia de Washington pouco fez para ajudar as sufragistas, mas as mulheres foram ajudadas pelas Guardas Nacionais de Massachusetts e da Pensilvânia e por meninos do Maryland Agricultural College, que criaram uma barreira humana protegendo as mulheres da multidão enfurecida.
Após este incidente, que Paul efetivamente usou para reunir a opinião pública para a causa do sufrágio feminino, Paul e Burns fundaram a Congressional Union for Woman Suffrage em abril de 1913, que se separou da NAWSA no final daquele ano. Houve muitas razões para a divisão, mas principalmente Paul e Burns estavam frustradas com a abordagem mais lenta da NAWSA de se concentrar em referendos estaduais individuais e queriam buscar uma emenda do Congresso. Alice Paul também se irritou com a liderança de Carrie Chapman Catt, já que ela tinha ideias muito diferentes sobre como fazer o trabalho sufragista e uma atitude diferente em relação à militância. Catt desaprovava as estratégias radicais, inspiradas nas sufragistas britânicas, que Paul e Burns tentavam implementar no movimento sufragista americano. 
A divisão foi confirmada por uma grande diferença de opinião sobre a Emenda Shafroth-Palmer. Esta emenda foi liderada pela substituição de Alice Paul como presidente do Comitê Nacional do Congresso, e foi uma espécie de compromisso para apaziguar o sentimento racista no sul do país. Shafroth-Palmer era para ser uma emenda constitucional que exigiria que qualquer estado em que mais de 8% da população assinassem uma petição deveria realizar um referendo estadual sobre o sufrágio. Isso teria mantido a legislação fora das mãos do governo federal, uma proposta mais atraente para o Sul. Os estados do Sul temiam uma emenda ao sufrágio feminino no Congresso como uma possível invasão federal em seu sistema restritivo de leis de votação, criado com o objetivo de afastar o eleitor negro.
Paul e Burns sentiram que esta emenda era uma distração letal do objetivo verdadeiro e fundamentalmente necessário de uma emenda federal abrangente que protegia os direitos de todas as mulheres - especialmente porque as rodadas contundentes de referendos estaduais foram percebidas na época como quase prejudicando a causa. Nas palavras de Paul: "é um pouco difícil tratar com seriedade um substituto equivocado, evasivo e infantil da simples e digna emenda por sufrágio atualmente no Congresso".

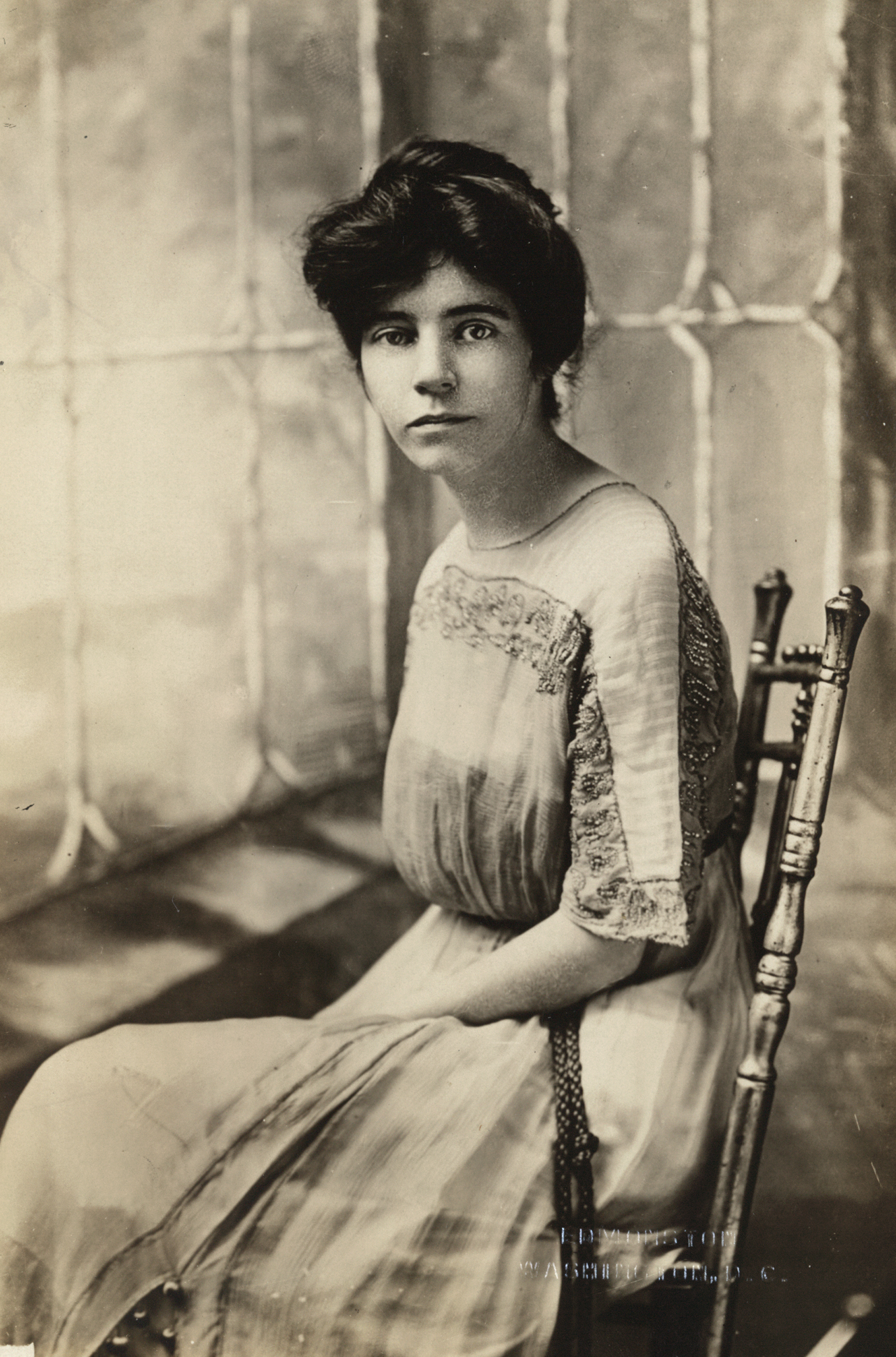
Retrato de Alice Paul, 1915
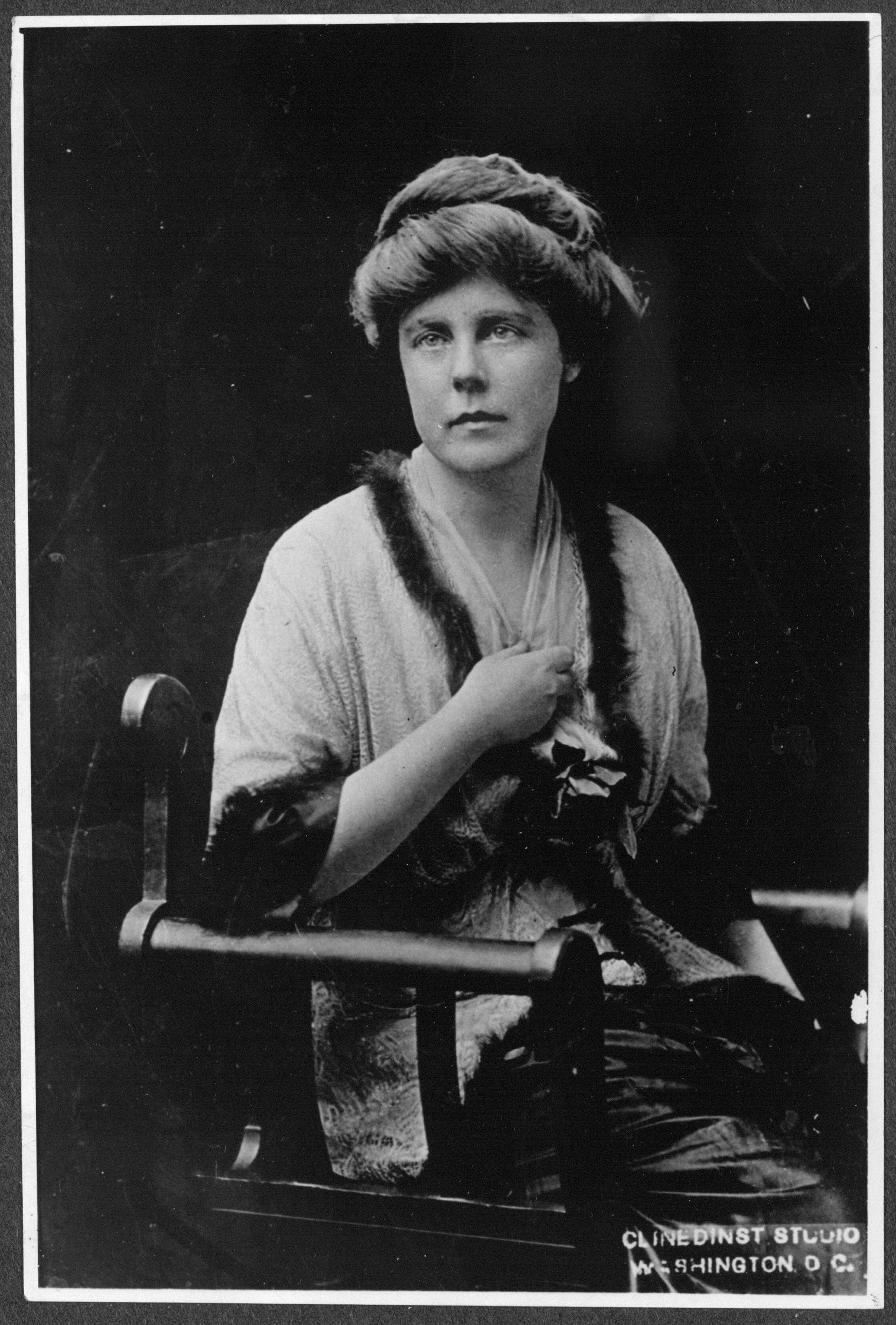
Lucy Burns
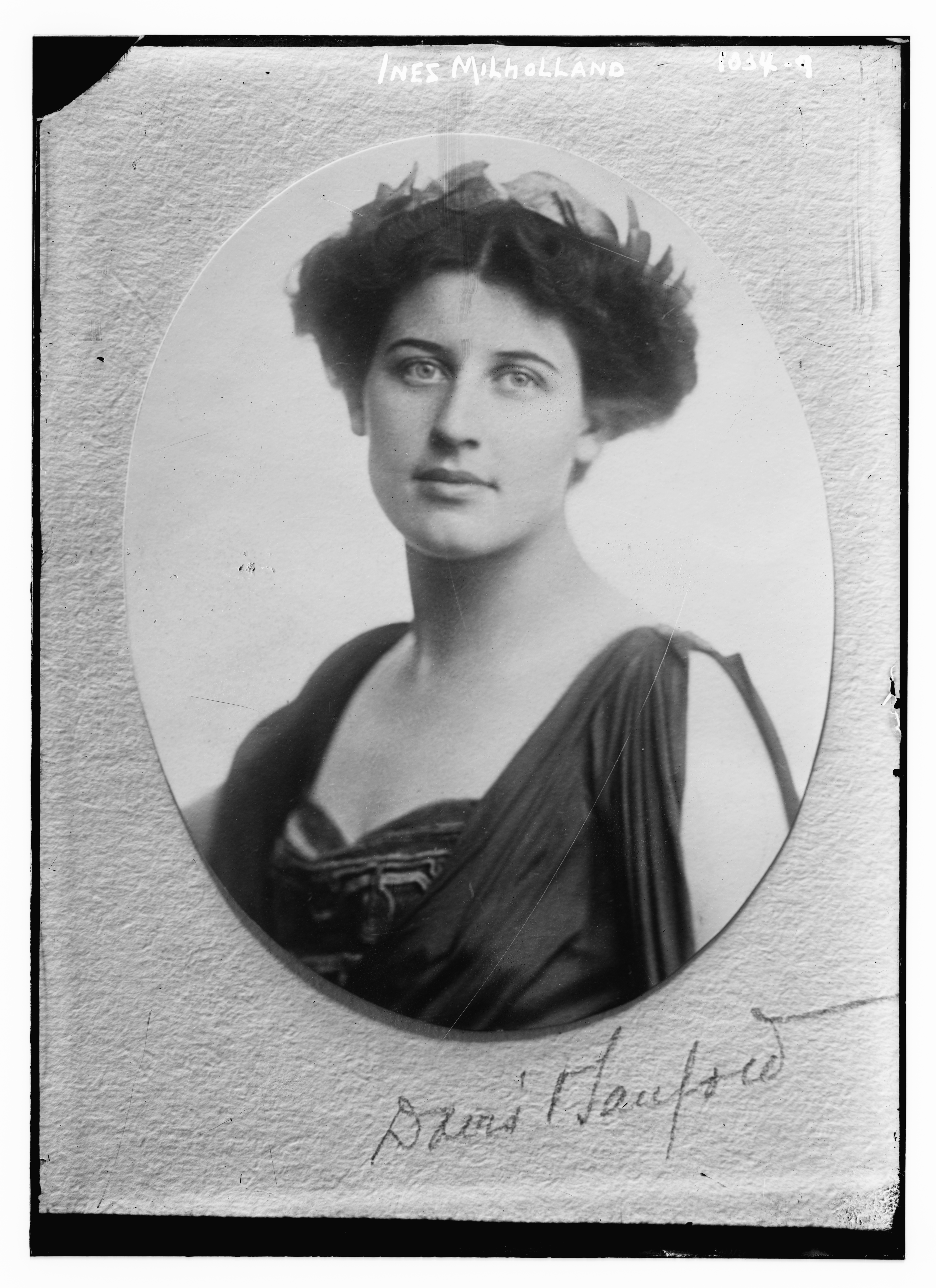
Inez Milholland
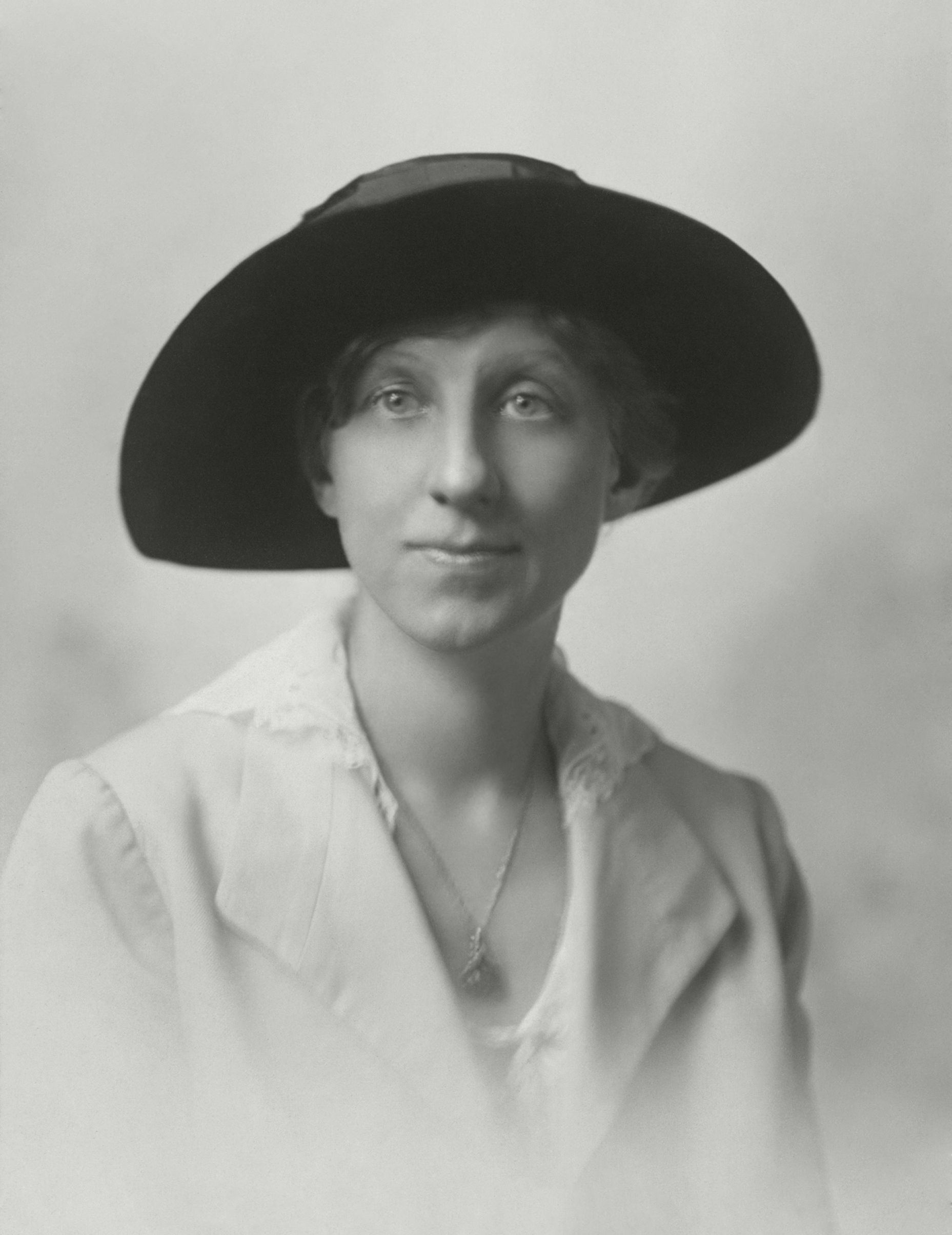
Mabel Vernon
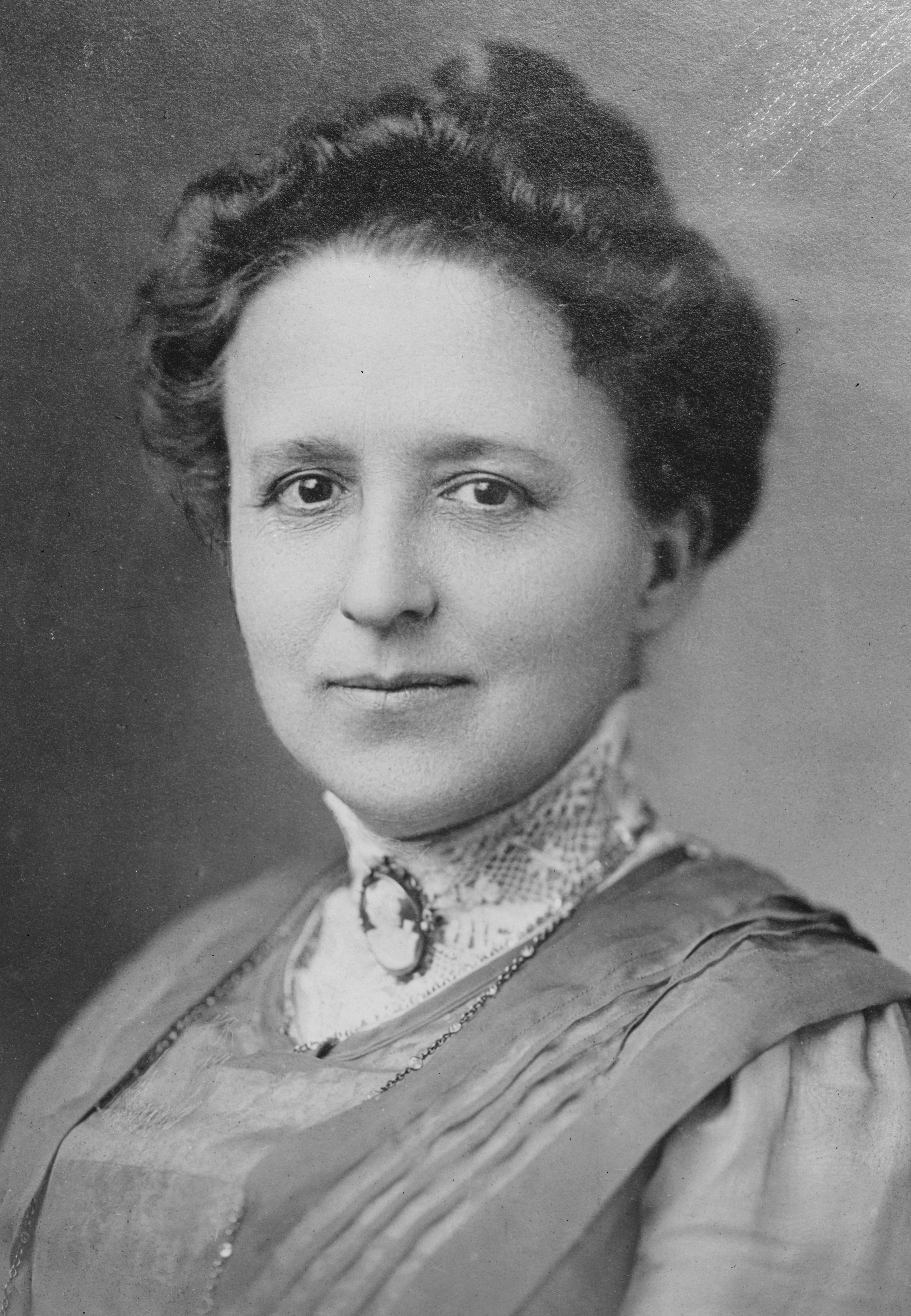
Judge Mary Bartelme, vice-presidente do NWP, 1916-1917
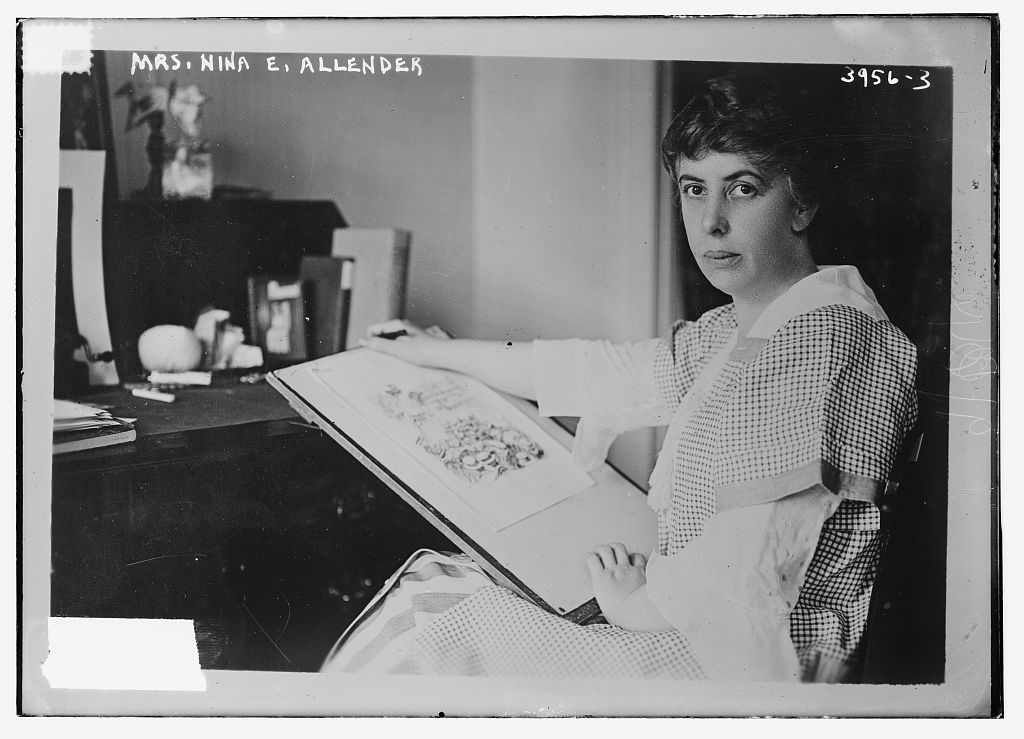
Nina Allender, cartunista política do The Suffragist
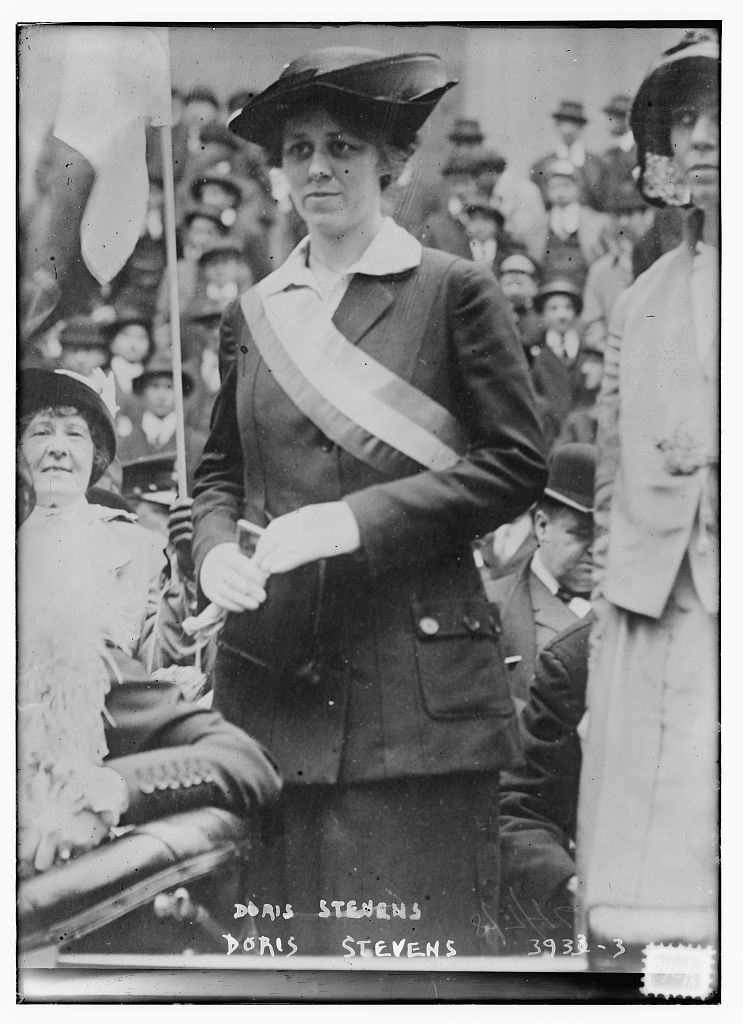
Doris Stevens, autora de Jailed for Freedom
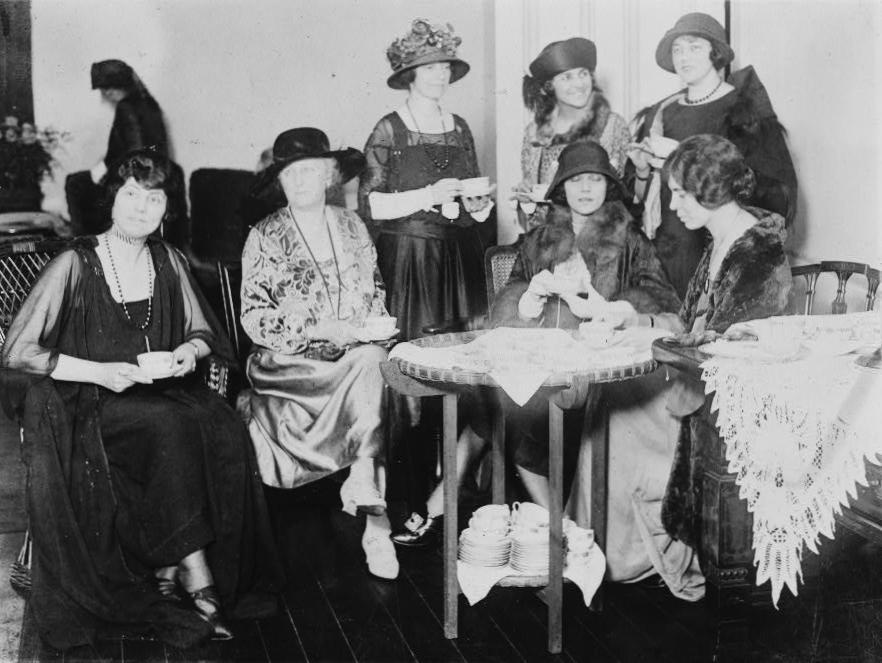
Chá de recepção no NWP para Alice Brady

## Oposição a Wilson

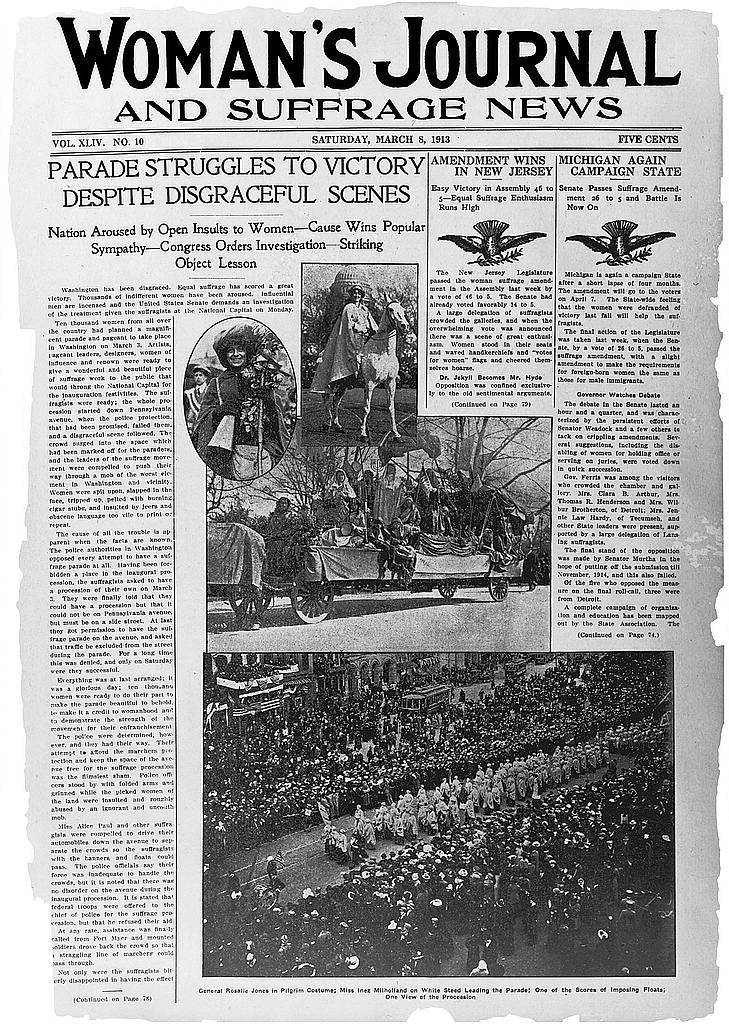
Primeira página do Woman's Journal em 8 de março de 1913

As mulheres associadas ao partido organizaram uma parada muito inovadora pelo sufrágio em 3 de março de 1913, um dia antes da posse de Wilson.
Durante a primeira reunião do grupo, Paul esclareceu que o partido não seria um partido político tradicional e, portanto, não endossaria um candidato à presidência durante as eleições. Embora não partidário, o NWP dirigiu a maior parte de sua atenção ao presidente Woodrow Wilson e aos democratas, criticando-os como responsáveis pela não aprovação de uma emenda constitucional. Como resultado, em 1918, Paul fez uma campanha que boicotou os democratas por causa de sua recusa em apoiar o sufrágio feminino. Elas decidiram boicotar todo o partido, inclusive os democratas pró-sufrágio. Ao final, o boicote aos democratas encabeçado pelo NWP levou a uma maioria republicana na casa. O Partido Nacional da Mulher continuou a se concentrar no sufrágio como sua principal causa. Recusou-se a apoiar ou atacar o envolvimento americano na Guerra Mundial, enquanto o rival NAWSA, de Carrie Chapman Catt, deu total apoio ao esforço de guerra. Como resultado, um grupo diversificado de ativistas, como pacifistas e socialistas, foi atraído para o NWP devido à sua oposição a um presidente antissufrágio.

## Protesto em frente à Casa Branca

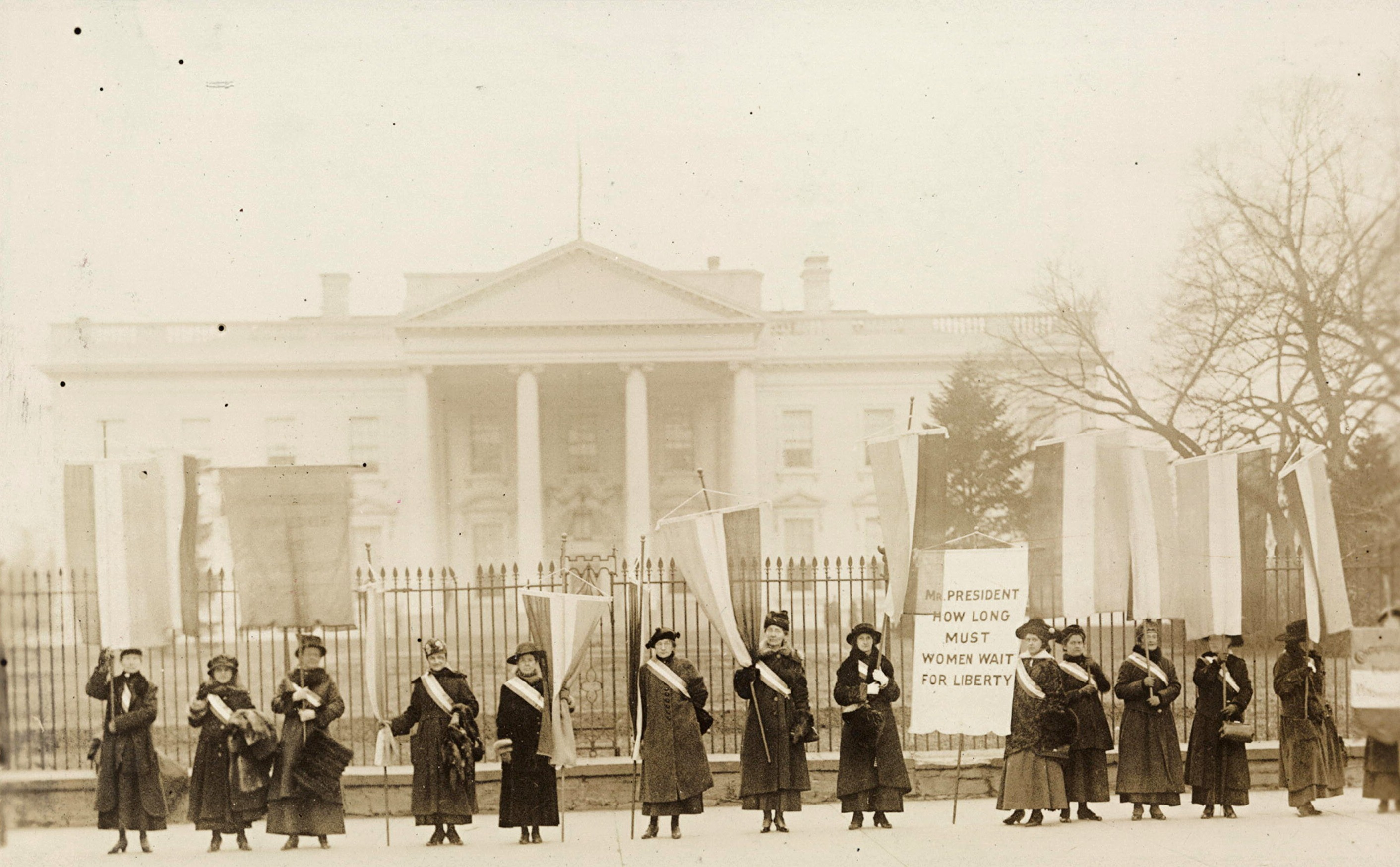
Membros do NWP fazem protesto em frente à Casa Branca durante os protestos Sentinelas Silenciosas em 1917. Está escrito no cartaz: "Mr. President, How Long Must Women Wait For Liberty." (Senhor Presidente, quanto tempo as mulheres devem esperar por liberdade.)

A escalada do conflito na Europa não impediu Alice Paul e o NWP de protestarem contra a postura hipócrita de Wilson sobre a guerra. Wilson promoveu a ideia de manter a democracia no exterior, embora os Estados Unidos ainda negassem a metade de seus cidadãos o direito ao voto. Os protestos da NWP foram vistos como controversos porque continuaram durante o tempo de guerra, enquanto outros grupos de sufrágio como o NAWSA escolheram apoiar o esforço de guerra. Conhecidas como Sentinelas Silenciosas, sua ação durou de 10 de janeiro de 1917 até junho de 1919. As piqueteiras foram toleradas no início, mas quando elas continuaram as manifestações depois que os Estados Unidos declararam guerra em 1917, foram presas pela polícia por obstruir o tráfego. Independentemente do clima, as mulheres ficavam do lado de fora da Casa Branca segurando bandeiras, constantemente lembrando Wilson de sua hipocrisia. Quando foram presas pela primeira vez, Lucy Burns afirmou que elas eram prisioneiras políticas, mas foram tratadas como prisioneiras comuns. Como um tributo ao seu compromisso com o sufrágio, elas se recusaram a pagar as multas e aceitaram os tempos de prisão.  
A primeira noite que as Sentinelas Silenciosas passaram na prisão foi conhecida como “Noite do Terror”: as prisioneiras foram espancadas até que algumas delas ficaram inconscientes e famintas, e Burns teve suas mãos acorrentadas acima de sua cabeça. Devido a esta detenção ilegal, muitos dos membros do NWP entraram em greve de fome; algumas, incluindo Lucy Burns e Paul, foram alimentadas à força pelos carcereiros como consequência. As greves de fome deixaram as mulheres fracas e em péssimas condições, mas elas persistiram. Depois de um tempo, os guardas foram instruídos a alimentar as mulheres à força. Elas tiveram tubos longos e estreitos enfiados em suas gargantas, o que causou muitos ferimentos que não cicatrizaram. As sufragistas também foram forçadas a fornecer trabalho nas casas de correção e muitas vezes foram espancadas e abusadas. Aproveitando os maus-tratos e abusos físicos, algumas das sufragistas compartilharam suas histórias com a imprensa e com o jornal sufragista The Suffragist. Doris Stevens, um membro notável do NWP, escreveu sobre suas experiências horríveis na Occoquan Workhouse em suas memórias Jailed for Freedom (Presa pela Liberdade) A publicidade resultante foi em um momento em que Wilson estava tentando construir uma reputação para si mesmo e para a nação como um líder internacional em direitos humanos.  
Existem muitas teorias diferentes sobre o motivo pelo qual Wilson mudou sua postura sobre o sufrágio feminino. Wilson era favorável ao sufrágio feminino em nível estadual, mas evitava o apoio a uma emenda constitucional de âmbito nacional porque seu partido estava fortemente dividido, com o Sul se opondo a uma emenda, com base nos direitos dos estados. O único estado do Sul a conceder o voto às mulheres foi o Arkansas. O NWP alvejou Wilson e seu partido repetidamente entre 1917 e 1919 por não terem aprovado uma emenda. Wilson, no entanto, manteve contato próximo com as sufragistas mais moderadas da NAWSA. Wilson continuou a esperar até ter certeza de que o Partido Democrata do Norte estava apoiando; o referendo de 1917 no estado de Nova York a favor do sufrágio foi decisivo para ele. Em janeiro de 1918, Wilson foi pessoalmente à Câmara e fez um apelo forte e amplamente publicado à Câmara para aprovar o projeto. O NWP tinha muitas táticas não violentas inovadoras, incluindo: encenar protestos, organizar delegações de mulheres da classe alta e da classe trabalhadora, boicotar os democratas nas eleições de meio de mandato, usar o poder de voto das mulheres no oeste, apelar a Wilson todos os dias por meio de protestos e por apoiar a democracia mundial, mas não apoiá-la em casa. O NWP foi um fator que contribuiu para fazer com que Wilson mudasse sua posição sobre o projeto de lei do sufrágio. Foi aprovado, mas o Senado ficou paralisado até 1919, e então finalmente enviou a emenda aos estados para ratificação.

## Luta por direitos iguais

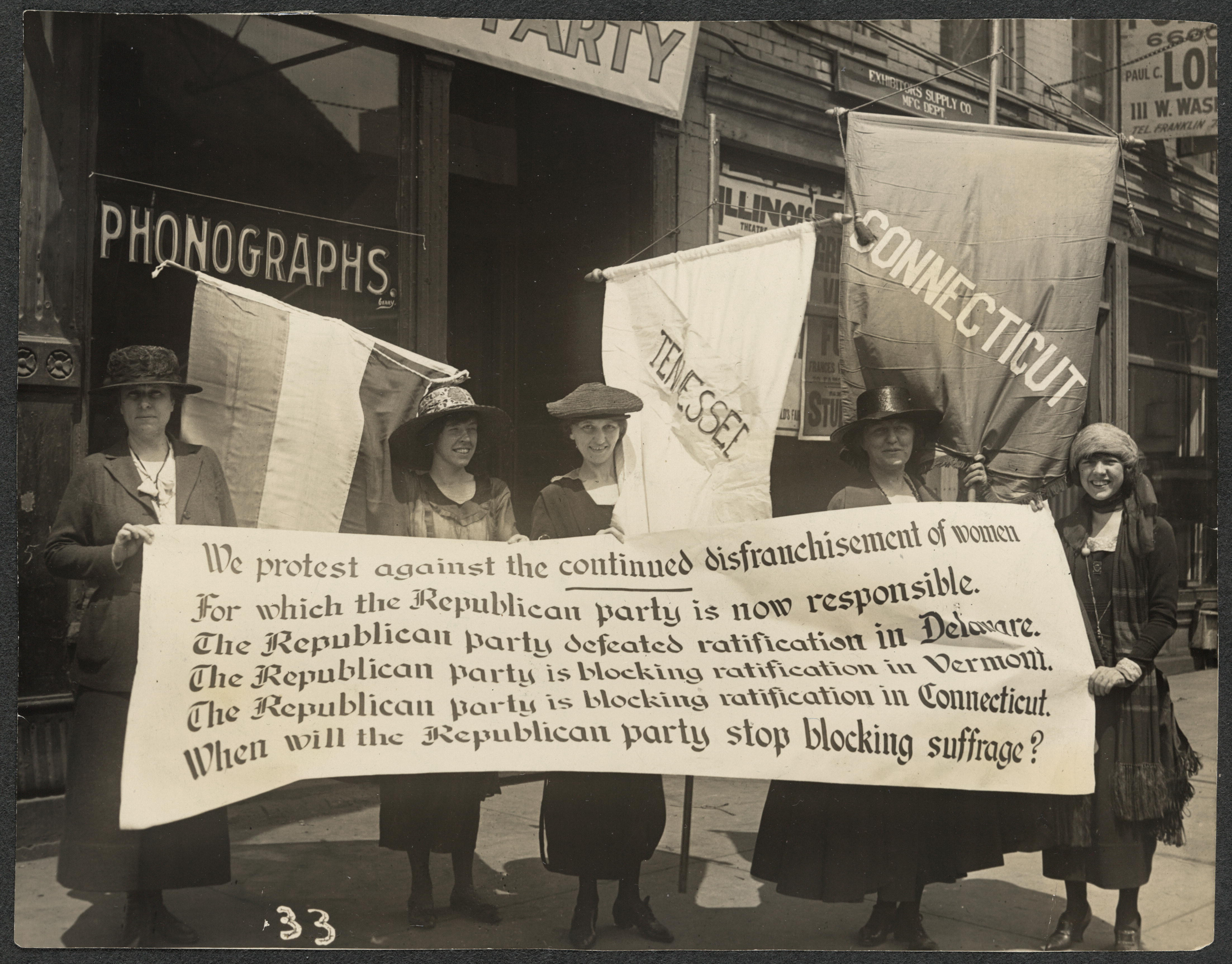
Membros do partido protestando em frente a uma convenção do Partido Republicano em Chicago, Junho de 1920.

O NWP desempenhou um papel fundamental na aprovação de 19° Emenda em 1920, que concedeu às mulheres dos EUA o direito ao voto. Alice Paul então voltou sua atenção para garantir a Emenda dos Direitos Iguais (ERA), que ela considerava vital para as mulheres garantirem a igualdade de gênero. O NWP se reagrupou em 1923 e publicou a revista Equal Rights (Direitos Iguais). A publicação foi dirigida às mulheres, mas também pretendia educar os homens sobre os benefícios do sufrágio feminino, os direitos das mulheres e outras questões relativas às mulheres americanas.
 Homens e mulheres devem ter direitos iguais em todos os Estados Unidos e em todos os lugares sujeitos à sua jurisdição.
O NWP não apoiava a legislação protetora e argumentava que essas leis continuariam a diminuir os salários das mulheres e impedir que elas tivessem acesso a todos os tipos de trabalho e partes da sociedade. Mas o NWP apoiou as mulheres trabalhadoras e seu apoio foi vital ao longo de sua campanha pela emenda nacional. Alice Paul organizou muitas delegações da classe trabalhadora e até enviou mais de 400 operárias para se encontrar com Wilson. Embora considerado altamente controverso devido à diferença de status, este movimento mostrou o apoio de Paul a todos os tipos de mulheres, não apenas as da classe privilegiada.
Depois de 1920, o Partido Nacional da Mulher foi autor de mais de 600 propostas legislativas lutando pela igualdade das mulheres, das quais mais de 300 foram aprovadas. Além disso, o NWP continuou a pressionar o governo pela aprovação da Emenda de Direitos Iguais e sob a presidente Sarah Tarleton Colvin, que serviu em 1933, pressionou por salários iguais. A acadêmica Mary K. Trigg observou: "... o NWP desempenhou um papel central no movimento pelos direitos das mulheres depois de 1945. Ele manteve seu foco na ERA, pressionando obstinadamente ano após ano para a introdução da emenda no Congresso." Em 1997, o NWP deixou de ser uma organização lobista. Em vez disso, concentrou-se na educação e na preservação de sua coleção de documentos originais do movimento sufragista feminino. O NWP continua a funcionar como uma organização educacional, mantendo e interpretando o acervo deixado pela obra do partido.
O Congresso aprovou a Emenda dos Direitos Iguais e muitos estados a ratificaram, mas em 1982 ela foi parada por uma coalizão de conservadores liderada por Phyllis Schlafly e nunca foi aprovada. No entanto, em 1964 o NWP conseguiu, com o apoio dos conservadores e com a oposição de liberais, negros e sindicatos, ter "sexo" adicionado à Lei dos Direitos Civis de 1964, atingindo assim alguns dos objetivos almejados pelo NWP.

## Artigo VII da Lei dos Direitos Civis de 1964
Em 1963 o Congresso aprovou a Equal Pay Act (Lei do Pagamento Igual), que proibia diferenças salariais com base no sexo. A proibição da discriminação sexual foi acrescentada por Howard W. Smith, um poderoso democrata da Virgínia que presidia o Comitê de Regras da Câmara. Ele era um conservador que se opunha fortemente às leis de direitos civis para os negros, mas apoiava essas leis para mulheres brancas.    

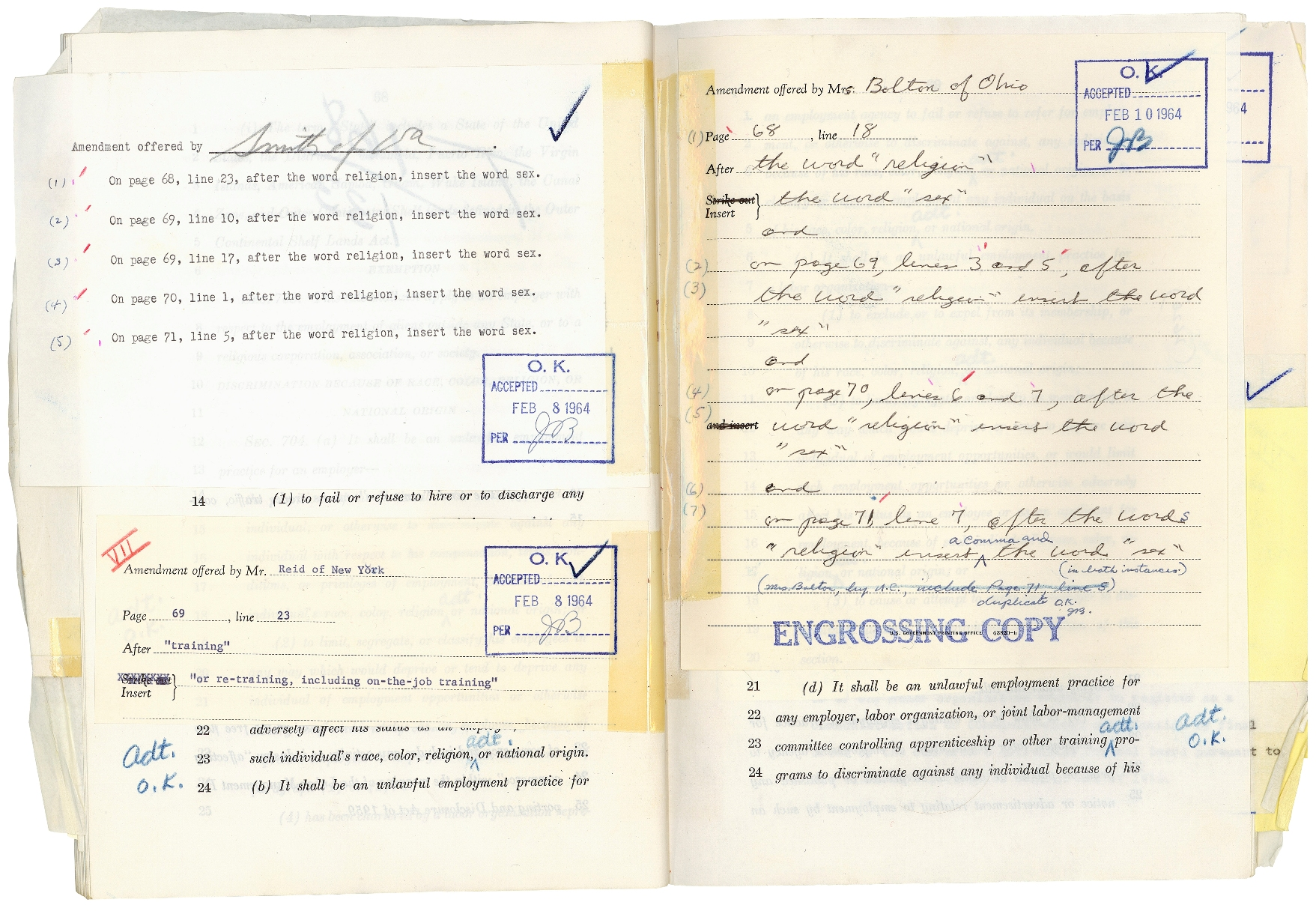
Registro do escrivão do Comitê de Regras da Câmara acrescentando "sexo" ao projeto de lei.

Os historiadores debatem a motivação de Smith - foi uma tentativa cínica de derrotar o projeto de lei por alguém que se opunha aos direitos civis de negros e mulheres, ou ele apoiava os direitos das mulheres e estava tentando melhorar o projeto de lei ampliando-o para incluir as mulheres? Smith esperava que os republicanos, que incluíam direitos iguais para as mulheres na plataforma de seu partido desde 1944, provavelmente votariam a favor da emenda. Os historiadores especulam que Smith estava tentando constranger os Democratas do Norte que se opunham aos direitos civis das mulheres porque a cláusula era contestada pelos sindicatos.
Smith afirmou que apoiava sinceramente a emenda e, de fato, junto com a deputada Martha Griffiths, ele foi o porta-voz principal da emenda. Por vinte anos, Smith patrocinou a Emenda de Direitos Iguais - sem ligação com questões raciais - na Câmara porque ele acreditava nela. Por décadas ele esteve próximo do Partido Nacional da Mulher, especialmente de Paul. Ela e outros ativistas trabalharam com Smith desde 1945 tentando encontrar uma maneira de incluir o sexo como uma categoria de direitos civis protegida. Griffiths argumentou que a nova lei protegeria as mulheres negras, mas não as brancas, e isso era injusto com as mulheres brancas. Além disso, ela argumentou que as leis que "protegem" as mulheres de empregos desagradáveis foram, na verdade, concebidas para permitir que os homens monopolizassem esses empregos, e isso era injusto com as mulheres que não podiam se candidatar a esses empregos. A emenda foi aprovada com os votos dos democratas do sul e republicanos. A lei final foi aprovada com os votos dos democratas do norte e republicanos. No entanto, em 1964, o NWP e Pauli Murray conseguiram, com o apoio dos conservadores e sobre a oposição de liberais, negros e sindicatos, ter "sexo" adicionado à Lei dos Direitos Civis de 1964, alcançando assim alguns dos objetivos almejados pelo NWP. Pauli Murray também foi fundamental na inclusão de sexo no Título VII da Lei dos Direitos Civis. O Artigo VII da Lei dos Direitos Civis proíbe a discriminação com base no sexo, que foi atribuída à melhoria das mulheres como um grupo.

## Publicações

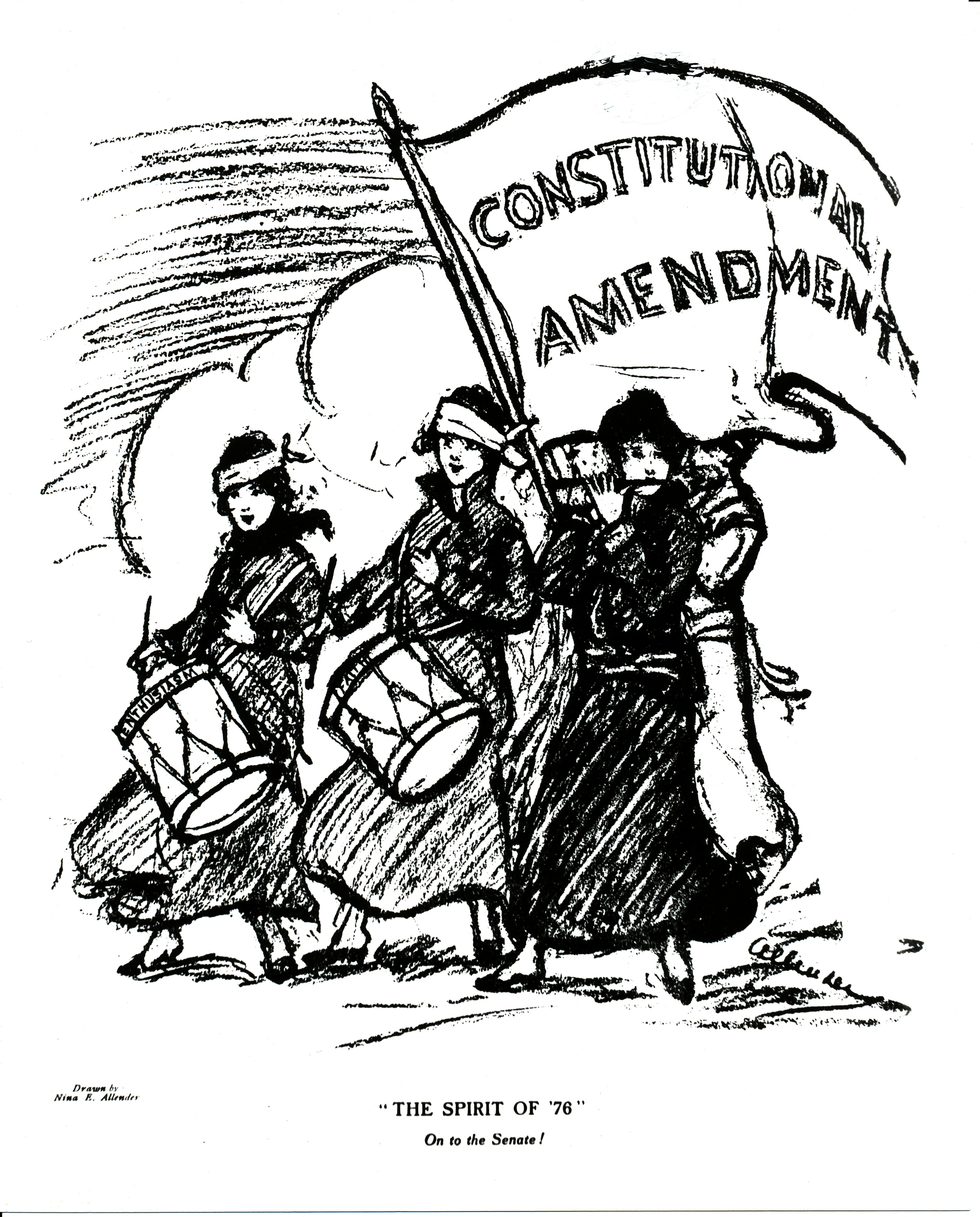
Gravura de Nina E. Allender, The Spirit of '76.' On to the Senate! (O espírito de ‘76’. No Senado!), 1915

O jornal The Suffragist foi fundado pela Congressional Union for Woman Suffrage (União do Congresso pelo Sufrágio Feminino) em 1913. Foi referido como "o único jornal político feminino nos Estados Unidos" e foi publicado para promover as atividades de sufrágio feminino.  O periódico seguiria eventos semanais e promoveria diferentes pontos de vista dos líderes do NWP. Seus artigos tinham gravuras políticas de Nina E. Allender para angariar apoio para o movimento e comunicar o status da emenda sufragista.

A mulher que ler nosso jornal será informada sobre os acontecimentos no Congresso, não só os acontecimentos de sufrágio, embora estes venham primeiro, mas todos os procedimentos de especial interesse para as mulheres. Os homens não percebem a gravidade das mudanças que estão ocorrendo na conduta do Congresso. As mulheres terão que informá-los. Apenas nas páginas de The Suffragist você encontrará as informações de que precisa.— The Suffragist, 1914
Depois que a emenda para o direito das mulheres ao voto foi aprovada, a publicação foi descontinuada pelo Partido Nacional da Mulher e sucedida em 1923 pelo Equal Rights (Direitos iguais). Publicado até 1954, o Equal Rights começou como um boletim informativo semanal e evoluiu para uma publicação bimestral com o objetivo de manter os membros da NWP informados sobre os desenvolvimentos relacionados à ERA e questões legislativas. Incluía relatórios de campo, atualizações de legislação e recursos sobre as atividades do NWP e apresentava textos de colaboradores como Crystal Eastman, Zona Gale, Ruth Hale e Inez Haynes Irwin. Josephine Casey apareceu na capa da publicação em abril de 1931 como resultado de sua coluna recorrente sobre as condições de trabalho das trabalhadoras têxteis na Geórgia.

## Legado

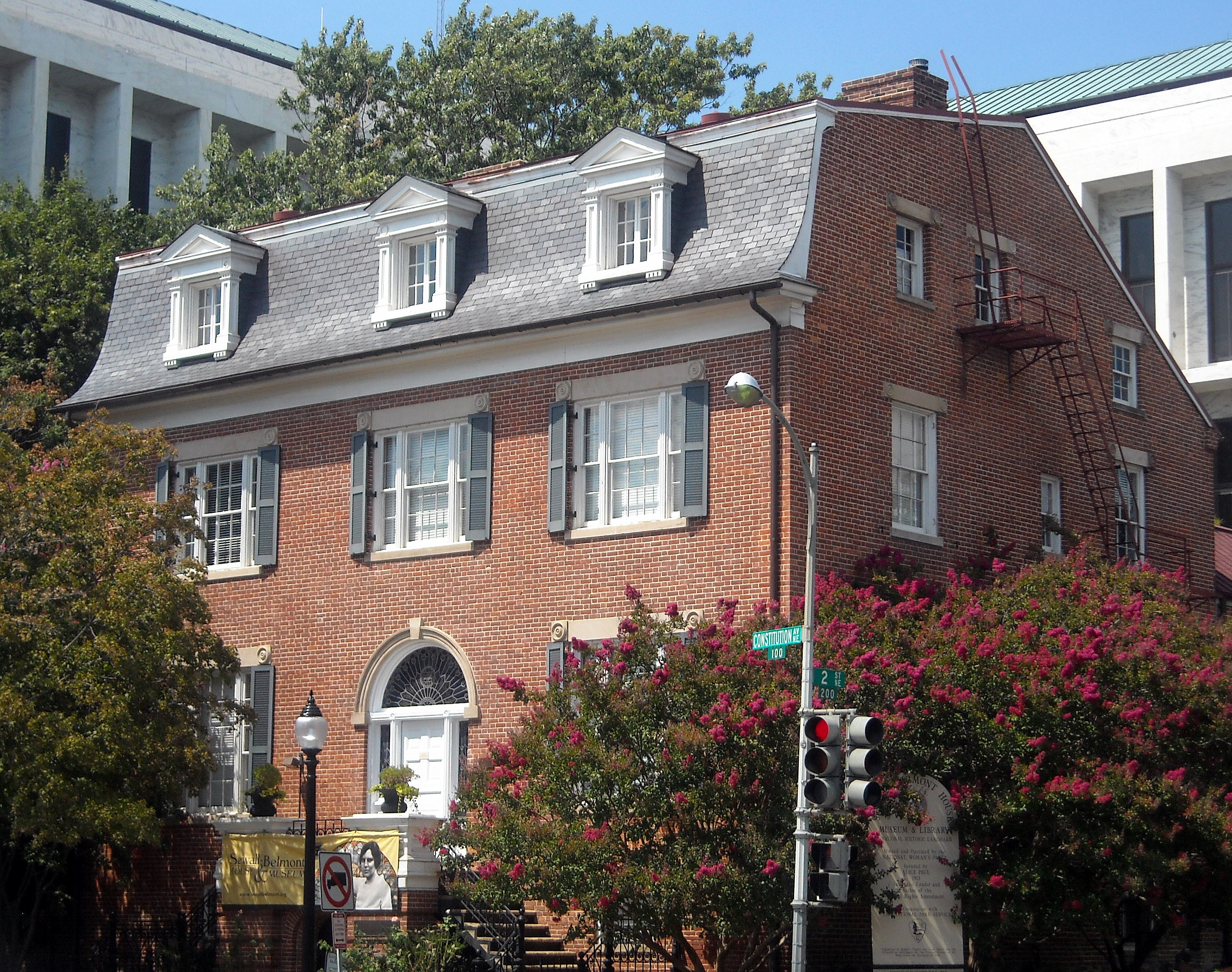
O Monumento Nacional da Igualdade Feminina de Paul-Belmont, Washington, DC, sede do NPW

A 19º Emenda, que proíbe a negação do direito de voto com base no sexo, tornou-se a lei do país quando foi ratificada por um número suficiente de estados em 1920. Muitas mulheres e homens afro-americanos, por causa das leis de Jim Crow, no entanto, permaneceram privados de direitos após a ratificação desta emenda até a Lei dos direitos de voto de 1965. 
Hoje, o Partido Nacional da Mulher existe como uma organização educacional 501(c)(3). Sua tarefa atual é a manutenção e interpretação do acervo e dos arquivos do histórico Partido Nacional da Mulher. O NWP opera no Monumento Nacional da Igualdade Feminina de Paul-Belmont em Washington, DC, onde os objetos da coleção são exibidos. O legado que esse grupo deixou é contraditório. Por um lado, Alice Paul e o NWP foram uma das razões pelas quais a 19° Emenda foi aprovada, mas, por outro lado, o partido falhou ao não incluir as mulheres negras e se recusar a ajudar as mulheres negras a ganhar o direito de voto. Para manter o apoio dos membros sulistas do NWP, Paul recusou-se a levantar a questão racial no sul. Seu foco obstinado na ERA fez com que ela se recusasse a lutar contra as Leis de Jim Crow que proibiam as mulheres negras de votar. A historiadora Nancy Cott observou que, à medida que o partido avançava na década de 1920, permaneceu ideologicamente consistente na busca de um objetivo solitário para as mulheres e que permaneceu um grupo de pressão autocraticamente dirigido, obstinado e centrado, ainda dependente dos jornais como meio de divulgar sua causa, muito insistente no método de "entrar em contato com os homens-chave". As lobistas do NWP iam direto aos legisladores, governadores e presidentes, não aos seus constituintes.